# Sidomakmur (Sinunukan)
Sidomakmur is een bestuurslaag in het regentschap Mandailing Natal van de provincie Noord-Sumatra, Indonesië. Sidomakmur telt 899 inwoners (volkstelling 2010).